# Aeroquip
Aeroquip é uma marca de mangueiras flexíveis de aço de alta pressão, pertencente a EATON, uma empresa estadunidense produtora de materiais automobilístico e industriais.

## História
No início de suas produções durante a segunda guerra mundial,  produzia mangueiras e conexões reutilizáveis para a frota de aviões da Força Aérea Americana. Posteriormente ampliou sua linha de materiais e produtos, passando a atuar em diversos ambientes industriais. Instalou-se no Brasil em 1965 e foi adquirida pela EATON em 1999.

## Descrição
Aeroquip é um tipo de mangueira flexível usada principalmente para substituir as mangueiras de borracha usadas em sistemas de freios de   aço muito rígida (mas suficiente para permitir a manobra da mangueira), que impede que a mangueira sofra dilatação e aumente o seu diâmetro ou comprimento, inclusive, possibilitando aplicar níveis de pressão muito maiores do que os possíveis em mangueiras comuns de borracha. Por este motivo, é um tipo de mangueira altamente indicada para o uso esportivo, como em sistemas de freio a disco hidráulico, pois a precisão na frenagem será aumentada.